# Zbyněk Linhart
Zbyněk Linhart (* 18. října 1968 Varnsdorf) je český politik, od října 2014 senátor za obvod č. 33 – Děčín, od roku 2020 zastupitel Ústeckého kraje, od roku 1990 zastupitel města Krásná Lípa na Děčínsku, v letech 1994 až 2002 byl místostarostou města, v letech 2002 až 2010 a opět (po půlroční přestávce) 2011 až 2014 starosta tohoto města, od roku 2014 předseda obecně prospěšné společnosti České Švýcarsko, nestraník za hnutí STAN.

## Život
Vystudoval magisterský obor na Fakultě strojního inženýrství na dnešní Technické univerzitě v Liberci (promoval v roce 1994 a získal tak titul Ing.). Následně začal studovat doktorský program ekonomie na Českém vysokém učení technickém v Praze, ale studium přerušil z důvodu zvolení místostarostou města Krásná Lípa. Absolvoval řadu kurzů a seminářů se zaměřením na veřejnou správu.
V letech 1991 až 1992 působil jako parťák v technických službách města Krásná Lípa a v letech 1992 až 1994 jako technik ve firmě Topos Šluknov.
V letech 1995 až 1999 se významně angažoval při založení Národního parku České Švýcarsko. Na konci 90. let 20. století byl členem Rady Euroregionu Nisa. V letech 1999 až 2000 byl členem Krajské koordinační skupiny Ústeckého kraje, která předcházela vzniku krajského zastupitelstva.
V roce 2001 se spolupodílel na založení obecně prospěšné společnosti České Švýcarsko. Od jejího založení je v zásadě stálým členem správní rady a od roku 2014 jí předsedá.
Zbyněk Linhart je svobodný a bezdětný.

## Politické působení
Do politiky vstoupil, když byl na jaře 1990 kooptován do rady města a pak na podzim byl v komunálních volbách v roce 1990 zvolen do Zastupitelstva města Krásná Lípa na Děčínsku a stal se i členem rady města. Mandát zastupitele města obhájil jako nezávislý v komunálních volbách v roce 1994 a následně byl zvolen místostarostou města, stejně jako po volbách v roce 1998.
V komunálních volbách v roce 2002 vedl kandidátku subjektu Sdružení nezávislých kandidátů – Sdružení 2002. Vzhledem k tomu, že toto uskupení vyhrálo volby, stal se nejen zastupitelem, ale v listopadu 2002 i starostou města. Mandát zastupitele i starosty města obhájil ve volbách v roce 2006 (subjekt Sdružení nezávislých kandidátů – Sdružení 2006).
Také v komunálních volbách v roce 2010 se stal zastupitelem města (subjekt Sdružení nezávislých kandidátů – Sdružení 2010), starostou města byl ale dočasně zvolen Jan Kolář (po domluvě na přechodnou dobu). Ten však v červnu 2011 na svou funkci rezignoval a starostou města Krásná Lípa byl opět zvolen Zbyněk Linhart. V komunálních volbách v roce 2014 vedl kandidátku subjektu Sdružení 2014, s nímž suverénně vyhrál volby a obhájil tak post zastupitele města. Vzhledem k senátorské funkci již nepokračoval jako starosta města, ale obsadil post 2. (neuvolněného) místostarosty města.
V čele města Krásná Lípa dosáhl několika úspěchů. Na starosti měl mimo jiné ekonomiku a investice, které dosáhly za posledních čtvrtstoletí cca miliardu Kč ve zhruba stovce nejrůznějších projektů. Město získalo i několik státních ocenění jako je například Dopravní stavba roku 2010, Stavba roku ČR 2013 nebo Cesty městy 2008.
V krajských volbách v roce 2012 kandidoval jako nestraník za Hnutí nezávislých za harmonický rozvoj obcí a měst (HNHRM) za subjekt Hnutí PRO! kraj (koalice SZ, HNHRM a KDU-ČSL) do Zastupitelstva Ústeckého kraje, ale neuspěl. Ve volbách v roce 2016 kandidoval jako nestraník za STAN, ale opět neuspěl. Zvolen byl až ve volbách v roce 2020 jako nestraník za hnutí STAN. Mandát posléze obhájil i v krajských volbách v roce 2024.
Ve volbách do Senátu PČR v roce 2014 kandidoval jako nestraník za hnutí Starostové a nezávislí v obvodu č. 33 – Děčín. Se ziskem 33,34 % hlasů výrazně vyhrál první kolo, a postoupil tak do kola druhého. V něm porazil poměrem hlasů 71,43 % : 28,56 % sociálního demokrata a dosavadního senátora Jaroslava Sykáčka a stal se sám senátorem. Od listopadu 2016 je předsedou výboru pro územní rozvoj, veřejnou správu a životní prostředí Senátu Parlamentu ČR.
V komunálních volbách v roce 2018 obhájil jako nestraník za Sdružení 2018 post zastupitele města Krásná Lípa. Na konci října 2018 byl opět zvolen 2. místostarostou města.
Ve volbách do Senátu PČR v roce 2020 obhájil svůj mandát v obvodu č. 33 – Děčín jako společný kandidát hnutí STAN a SLK. Několik dalších stran se ho rozhodlo podpořit tím, že do voleb nenominovaly protikandidáta. V těchto volbách se stal jediným senátorem, vzešlým již z prvního kola, když získal 52,77 % hlasů.
V komunálních volbách v roce 2022 kandidoval do zastupitelstva Krásné Lípy z 3. místa kandidátky subjektu „Sdružení 2022“, které je tvořeno nezávislými kandidáty. Mandát zastupitele města obhájil.